# Безменова, Евдокия Дмитриевна
Евдокия Дмитриевна Безменова (в замужестве — Мамаева; род. 1921) — советская лётчица, участница Великой Отечественной войны, младший лейтенант.

## Биография
Родилась 15 января 1921 года в селе Ивановка, ныне Черлакский район Омской области, в семье крестьянина. Русская.
В 1923 году семья переехала в станицу Кавказскую, ныне Кропоткинский район Краснодарского края. В 1937 году Евдокия окончила 7 классов и поступила в индустриальный химико-технологический техникум города Армавира, где без отрыва от производства закончила пилотскую программу при аэроклубе. Не окончив техникум, в 1939 году поступила на работу библиотекарем, затем делопроизводителем при школе и одновременно — инструктором-общественником при аэроклубе.
С августа 1940 года стала летчиком-инструктором при этом же аэроклубе. В аэроклубе познакомилась с Василием Мамаевым, который в 1933—1936 годах служил в РККА. С 1938 по 1940 годы он работал летчиком-инструктором в аэроклубе города Минеральные Воды. Начало войны застало Евдокию и Василия в городе Армавире.
В 1942 году начались поставки в СССР по «ленд-лизу» из Соединённых Штатов авиационной техники, в том числе двухмоторные бомбардировщики «Бостон». В октябре 1942 группа лётчиков, в которую входили Василий Мамаев и Евдокия Безменова, попросили направить их на новые типы самолётов. Их просьба была удовлетворена, и они были переведены в 224-й бап Закавказского военного округа в город Кировабад в Азербайджане для переучивания на самолёт «Бостон».
Программу переучивания Безменова закончила успешно. Так, в двадцать лет молодая женщина стала командиром боевого экипажа бомбардировщика. В экипаж, кроме неё, командира, входили ещё трое мужчин: штурман — Григорий Будко, стрелок — Иван Бирюков, стрелок-радист — Пётр Цимбалюк. А Василий Мамаев 12 октября 1942 года был назначен командиром звена.
В полёте 28 сентября 1943 года над Керченским проливом экипаж Евдокии Безменовой в составе звена бомбил плавсредства противника. Наши самолёты были атакованы истребителями противника. Было сбито три самолёта, в том числе, и «Бостон» Безменовой. Машина вошла в штопор, однако Евдокии удалось посадить самолёт на аэродроме города Краснодара. Впоследствии она попала в госпиталь, где пролежала почти четыре месяца, а затем вернулась в свою часть и летала на самолёте связи «По-2».
За период прохождения службы младший лейтенант Евдокия Дмитриевна Мамаева совершила 7 боевых вылетов на самолёте «Бостон», имела общий налёт на самолёте «По-2» и на самолёте «Бостон» — 965 часов.
10 июля 1944 года Василий Мамаев и Евдокия Безменова поженились в Городянском районном ЗАГСе Черниговской области.
Евдокия Безменова-Мамаева прослужила до августа 1944 года и была уволена в запас по состоянию здоровья в звании младшего лейтенанта.
После войны Евдокия Дмитриевна с мужем жили в городе Запорожье, Украинская ССР. Окончила курсы экономистов, занималась воспитанием сына и дочери. 15 января 2001 года она отметила своё восьмидесятилетие.

## Награды
- Награждена орденами Отечественной войны 2 степени и Красной Звезды, а также медалями.